# Ambah
Ambah è una suddivisione dell'India, classificata come municipality, di 36.443 abitanti, situata nel distretto di Morena, nello stato federato del Madhya Pradesh. In base al numero di abitanti la città rientra nella classe III (da 20.000 a 49.999 persone).

## Geografia fisica
La città è situata a 26° 42' 27 N e 78° 13' 34 E e ha un'altitudine di 160 m s.l.m..

## Società

### Evoluzione demografica
Al censimento del 2001 la popolazione di Ambah assommava a 36.443 persone, delle quali 19.670 maschi e 16.773 femmine. I bambini di età inferiore o uguale ai sei anni assommavano a 5.791, dei quali 3.246 maschi e 2.545 femmine. Infine, coloro che erano in grado di saper almeno leggere e scrivere erano 23.964, dei quali 14.628 maschi e 9.336 femmine.